# Nicola Larini
Nicola Larini, italijanski dirkač Formule 1, * 19. marec 1964, Lido di Camaiore, Toskana, Italija.
Nicola Larini je upokojeni italijanski dirkač Formule 1, kjer je debitiral v sezoni 1987, toda vse do sezone 1994 je z letom premora v sezoni 1992 dirkal za nekonkurenčna moštva. Takrat je dve dirki dirkal s Ferrarijem in na Veliki nagradi San Marina z drugim mestom osvojil daleč največji uspeh kariere. Nato ni dirkal vse do sezone 1997, ko pa je moral po petih dirkah in enem šestem mestu zaradi nesoglasij s Petrom Sauberjem zapustiti moštvo Sauber.

## Popolni rezultati Formule 1
(legenda) (odebeljene dirke pomenijo najboljši štartni položaj, poševne pa najhitrejši krog, †-uvrščen kljub odstopu)
| Leto | Moštvo                         | Šasija        | Motor                 | 1       | 2        | 3        | 4        | 5        | 6        | 7        | 8       | 9        | 10       | 11       | 12      | 13       | 14      | 15      | 16       | 17 | Prv | Toč |
| ---- | ------------------------------ | ------------- | --------------------- | ------- | -------- | -------- | -------- | -------- | -------- | -------- | ------- | -------- | -------- | -------- | ------- | -------- | ------- | ------- | -------- | -- | --- | --- |
| 1987 | Enzo Coloni Racing Car Systems | Coloni FC-187 | Ford DFZ 3.5 L V8     | BRA     | SMR      | BEL      | MON      | VZDA     | FRA      | VB       | NEM     | MAD      | AVT      | ITA DNQ  | POR     | ŠPA Ret  | MEH     | JAP     | AVS      |    | NC  | 0   |
| 1988 | Osella Squadra Corse           | Osella FA1    | Osella 1.5 L V8T      | BRA DNQ | SMR DSQ  | MON 9    | MEH DNQ  | KAN DNQ  | VZDA Ret | FRA Ret  | VB 19   | NEM Ret  | MAD DNPQ | BEL Ret  | ITA Ret | POR 12   | ŠPA Ret | JAP Ret | AVS DNPQ |    | NC  | 0   |
| 1989 | Osella Squadra Corse           | Osella FA1M89 | Ford DFR 3.5 L V8     | BRA DSQ | SMR 12   | MON DNPQ | MEH DNPQ | ZDA DNPQ | KAN Ret  | FRA DNPQ | VB Ret  | NEM DNPQ | MAD DNPQ | BEL DNPQ | ITA Ret | POR DNPQ | ŠPA Ret | JAP Ret | AVS Ret  |    | NC  | 0   |
| 1990 | Ligier Gitanes                 | Ligier JS33   | Ford DFR 3.5 L V8     | ZDA Ret | BRA 11   | SMR 10   | MON Ret  | KAN Ret  | MEH 16   | FRA 14   | VB 10   | NEM 10   | MAD 11   | BEL 14   | ITA 11  | POR 10   | ŠPA 7   | JAP 7   | AVS 10   |    | NC  | 0   |
| 1991 | Modena Team SpA                | Lambo 291     | Lamborghini 3.5 L V12 | ZDA 7   | BRA DNPQ | SMR DNPQ | MON DNPQ | KAN DNPQ | MEH DNPQ | FRA DNPQ | VB DNPQ | NEM Ret  | MAD 16   | BEL DNQ  | ITA 16  | POR DNQ  | ŠPA DNQ | JAP DNQ | AVS Ret  |    | NC  | 0   |
| 1992 | Scuderia Ferrari SpA           | Ferrari F92A  | Ferrari 3.5 L V12     | JAR     | MEH      | BRA      | ŠPA      | SMR      | MON      | KAN      | FRA     | VB       | NEM      | MAD      | BEL     | ITA      | POR     | JAP 12  | AVS 11   |    | NC  | 0   |
| 1994 | Scuderia Ferrari               | Ferrari 412T1 | Ferrari 3.5 L V12     | BRA     | PAC Ret  | SMR 2    | MON      | ŠPA      | KAN      | FRA      | VB      | NEM      | MAD      | BEL      | ITA     | POR      | EU      | JAP     | AVS      |    | 14. | 6   |
| 1997 | Red Bull Sauber Petronas       | Sauber C16    | Petronas 3.0 L V10    | AVS 6   | BRA 11   | ARG Ret  | SMR 7    | MON Ret  | ŠPA      | KAN      | FRA     | VB       | NEM      | MAD      | BEL     | ITA      | AVT     | LUK     | JAP      | EU | 19. | 1   |